# Конотопський завод «Мотордеталь»
Конотопський завод «Мотордеталь» — діюче українське промислове підприємство в Конотопі на Сумщині.

## Історія
Завод із виробництва поршнів був створений відповідно до дев'ятого п'ятирічного плану розвитку народного господарства СРСР (на місці ремонтної майстерні машинно-тракторної станції) та введений в експлуатацію 1972 року під назвою Конотопський завод поршнів. У радянські часи завод належав до низки найбільших підприємств міста, на балансі підприємства перебували об'єкти соціальної інфраструктури.
В умовах економічної кризи та руйнації господарських зв'язків на початку 1990-х років становище підприємства ускладнилося. 1 вересня 1993 року ПТУ № 20, що перебувало на балансі заводу, передали в комунальну власність міста. 1994 року обсяг виробництва заводу становив 25 % обсягу виробництва радянських років. У 1994 році завод став акціонером спільного українсько-болгарського підприємства «СЛОВ'ЯНЕЦЬ». У травні 1995 року Кабінет Міністрів України ухвалив рішення про приватизацію заводу «Мотордеталь», надалі державне підприємство було переформовано на товариство з обмеженою відповідальністю.
У квітні 2002 року підписано українсько-російську угоду про виробничу кооперацію, що сприяло експорту продукції заводу в Росію.
Після повномасштабного вторгнення РФ, завод потрапив до списку санкцій РНБО у вересні 2022 року, та був націоналізований у 2023. У серпні 2024 року стало відомо, що Фонд державного майна України готує санкційний «Мотордеталь-Конотоп» до продажу.

## Сучасний стан
До складу підприємства входять чавуноливарне виробництво, два механообробні цехи та допоміжні цехи.
Завод виробляє понад 1000 різновидів гільз циліндрів поршневих двигунів внутрішнього згоряння (діаметром від 50 до 400 мм і довжиною від 250 до 1100 мм) для автомобільної техніки, тракторів, комбайнів, суден і тепловозів.